# 782 Montefiore
782 Montefiore eller 1914 UK är en asteroid i huvudbältet, som upptäcktes den 18 mars 1914 av den österrikiske astronomen Johann Palisa. Den har fått sitt namn efter Clarice Sebag-Montefiore, fru till Alfons von Rothschild av Wien.
Asteroiden har en diameter på ungefär 14 kilometer.